# 马来西亚华文理事会
马来西亚华文理事会（缩写MCLC），简称华理会，是马来西亚的一个非政府组织。该组织旨在集中所有包括包括人力及财力在内的热心华教人士或机构团体的力量， 为马来西亚华文教育未来的发展开拓更宽广的平台及空间。